# Крутов, Николай Петрович
Николай Петрович Крутов (род. 26 января 1953 года, Муром, Владимирская область, РСФСР, СССР) — советский и российский художник, член-корреспондент РАХ (2018).

## Биография
Родился 26 января 1953 года в Муроме, живёт и работает в Москве.
В 1980 году — окончил Московский государственный педагогический институт, руководитель С. И. Дудник.
С 1986 года — член Московского союза художников, с 2017 года — член Творческого союза художников России.
С 2002 года — член правления секции живописи Московского союза художников.
В 2017 году — избран членом-корреспондентом Международной академии искусств
С 2019 года — член Союза художников России.
С 1980 по 1983 годы — директор Художественной школы № 7 Первомайского района Москвы, с 1983 по 1985 годы — преподаватель рисунка и живописи в Детской художественной школе № 5, с 1985 по 1987 годы — преподаватель рисунка и живописи в Московском театральном художественно-техническом училище.
В 2018 году — избран членом-корреспондентом Российской академии художеств от Отделения дизайна.

## Творческая деятельность
Основные произведения: «Пейзаж с красным зонтиком» (2007 год, холст, масло, 80х90); «Дама в голубом» (2008 год, холст, масло, 120х110); «Площадь Маяковского» (2009 год, холст, масло, 110х120); «Театральная площадь» (2010 год, холст, масло, 100х110); «Адам и Ева» (2013 год, холст, масло, 200х130); «Оберег. Чёрная курица» (2014 год, холст, масло, 100х50); «Гулливер» (2018 год, холст, масло, 110х100).
Работы находятся в собраниях Московской городской Думы, Nikolskaya Gallery (Москва), Тульского музея изобразительных искусств, Серпуховского историко-художественного музея, Омского областного музея изобразительных искусств имени М. А. Врубеля, Нижнетагильского музея изобразительных искусств, Ульяновского областного художественного музея.
Участник выставок с 1981 года.
Основные персональные выставки: Выставочный зал МСХ на 1-й Тверской-Ямской, 20 (2008 год); «Николай Крутов. Живопись» в выставочном зале на 1-й Тверской-Ямской, 20 (2012 год); «Город-сад» в выставочном зале на 1-й Тверской-Ямской, 20 (2018 год).

## Награды
- Серебряная медаль Московского союза художников (2014)
- Золотая медаль Творческого союза художников России (2015)
- Грамота министра культуры Российской Федерации (2016)
- Медаль имени П. П. Кончаловского (2018)
- Диплом РАХ (2016)
- Серебряная медаль РАХ (2017)